# 破壞活動防止法
《破壞活動防止法》 （日语：／ Hakai Katsudō Bōshi Hō ?，英文：Subversive Activities Prevention Act ），又名1950年第240号法案，乃日本法律的特殊刑法，规定针对在日本从事暴力颠覆活动组织的监管措施以及对此类活动的处罚，由法務省主管，共45條，其缩写为破防法 。此法律取代戰前的治安维持法，自冷戰至今曾多次被用於監視及管制日本左派、中核派、旅日朝鲜人总联合会及奧姆真理教的破壞、間諜及恐怖活動。

## 概述

### 历史
1952年5月发生“血腥五一节”事件后，该法律于同年7月21日颁布，作为波茨坦命令之一的《组织管理法》 （1942年第64号内阁令）的继承者。
1951年秋和1952年秋发生两次“五一”事件后，立即制定了一项公共安全法案和一项反情报法案，禁止总罢工、控制公众示威，并对新闻法（报纸法）进行立法。其中，《新闻守则法案》作为独立法律被废弃，《组织管理法案》等作为对《颠覆活动防止法》和《反间谍法》下“煽动叛乱”行为的惩罚而制定。该法案作为一项特别刑法被颁布。其余的《禁止大罢工法》、《集会与示威控制法》和《团体管制法》被称为“治安三法” 。
1952年，第三次吉田改组内阁提出治安法案，4月17日法务大臣木村敦太郎在众议院全体会议上解释了该法案的目的在7月1日的参议院全体会议上，首相吉田茂问道：“为什么会出现暴力行为？为什么会存在暴力组织？这是因为在组织内部，有某些人是暴力组织的成员。這法律的目的就是防止这种情况发生。”
吉田内阁和执政的自由党旨在按原样通过原始法案，而右翼社会党則提交了修订法案，删除了“煽动”和“持有文件”条款，并增加了“滥用刑罚”。左翼社会党、劳动者农民党从言论自由的角度，日本共产党从反对美帝国主义的立场，把吉田内阁称为“美国的代理人”，又指“如果所有反对美帝国和吉田政府的人们团结在民族解放民主统一阵线中，像爱国者一样行动，那么《破防法》一定会被粉碎”，呼籲采取行动 。
自由党在参议院的席位不足，而绿風会则掌控着主導權。因此，绿風会于6月5日提交了自己的提案，称“由于该法律对人民的基本人权具有重大影响，因此应仅在确保公共安全所需的范围内适用。”然而，也有人批评它“不过是对原草案的形式化、肤浅的修改。”
原议案、右翼社会党议案、绿风会提案一度均在参议院法务委员会审议中被否决，但吉田内阁却向绿风会让步。7月3日的参议院全体会议上，绿风会的提案获得了自由党、绿风会（因没有黨紀，部分议员仍然反对）、民主俱乐部支持，改进党、右翼社会党、左翼社会党、劳动者农民党、共产党、第一俱乐部反对，该法案在参议院获得通过 。7月4日，众议院全体会议上，该法案以多数票通过，其中自由党赞成，改进党、右翼社会党、左翼社会党、共产党、劳动者农民党、第三俱乐部（社会党再建全国联络会和立宪养正会）反对 。
《破壞活动防止法》被认为是《治安维持法》死灰復燃的版本，因而引起了很大争议，但在吉田政府看来，它对于“紧急检查”和“强制检查”并没有起到有效的作用。 《公共安全保障法》中的“调查”、“就业限制”、“政治组织的报告义务”、“没收解散组织的资产”和“镇压”。必须删除“关于煽动文件持有者的信息”。而且，不仅如此，连名字都改成了《治安保卫法》。结果，《防止颠覆活动法》并没有像吉田政府所希望的那样成为针对左派的有效武器 。
警方虽然支持《破壞活动防止法》，但并没有對其热烈欢迎，反而冷眼看待其镇压效果。国家地方警察本部研究统计科、企划科科长桐山贵彦在其《颠覆活动防止法调查》（调查研究，1952年8月第9期）中提出了新警察法以审议《防止颠覆活动法》为例，他讽刺说“即使耗費不菲，但这是一部与警察无关的法律。”甚至在法律颁布之前“就用努力和鲜血来示威反对法律”，並指出破壞活動防止法不会有效地对抗日本共产党。
另一方面，日本共产党等组织早在《反暴力法》生效之前就已受到特别调查局和治安警察的双重监视，如果加速这一情况，将受到特别调查局和公安警察的双重监视。他还积极评价了加强监视的可能性，可以“预防和镇压”以前无法控制的内战“动乱”，并分发文件证明其合法性和必要性。反腐败法，例如，可以出于提起诉讼的目的而提起诉讼 。

### 应用与研究实例
該法首次適用於1961年的三無事件，同時也適用於中核派。
此外，1995年，公安情报局对地铁沙林毒气袭击等一系列事件的奥姆真理教提出了处罚请求，旨在解散该组织、公安审查委员会主席堀田克二判断其不符合“未来危险”的标准，也不符合反违反法的要求，因此其申请被推迟（奥姆真理教颠覆活动预防法律问题）。有人質疑如果该法连奥姆真理教都不适用，那該法律適用在何處，以及其實際適用程度。相反，日本政府最後颁布了《团体管制法》并将其适用于奥姆真理教。
公安情报机构是本法规定的进行调查和请求处理的机构，并设立了公安审查委员会（均为司法部的外设局）作为审查和决定处理的机构。虽然所谓的治安警察不是根据《破壞活动防止法》设立的机构，而是根据基于《警察法》的政府法令和法规设立的，但它们之间可以交换信息（《破壞活动防止法》第29条）预防法）。
除规范团体活动和制裁的规定外，该法还规定了个人处罚。上述三無事件的适用即为个别处罚条款的适用。
尽管有很多人认为《破壞活動防止法》违宪并呼吁废除该法，但因该法执行方式非常严格，定罪門檻高，目前政治层面并没有积极的运动废除《破壞活動防止法》。

### 调查对象群体
以下被指定為調查對象群體按指定年份和月份的顺序。1973年2月的国会会议上列出了以下16个調查對象團體，并于1995年5月（即東京地鐵沙林毒氣事件後）將奥姆真理教列入其中。
1. 日本共产党
2. 旅日朝鲜人总联合会（朝總聯）
3. 护国团
4. 全日本学生自治会總聯合
5. 共産主義青年同盟
6. 共产主义同盟
7. 大日本爱国党
8. 大日本爱国青年联合会
9. 国立同志会
10. 日本同盟
11. 关西护国团
12. 日本塾
13. 革命共产主义同盟（中央）全国委员会（中核派）
14. 日本革命共产主义同盟（第四国际日本支部）（第四国际）
15. 革命勞動者协会
16. 日本革命共产主义同盟革命马克思主义派

## 作品
- 第一章 一般规定（第一条至第四条）
- 第二章 破坏组织的管制（第五条至第十条）
- 第三章 颠覆组织的管制程序（第十一条至第二十六条）
- 第四章 调查（第二十七条至第三十四条）
- 第五章其他规定（第三十五条至第三十七条）
- 第六章 处罚（第三十八条至第四十五条）
- 附則

## 目的
该法的目的是对在其活动中从事暴力破坏活动的组织制定必要的监管措施，并补充有关暴力活动的刑事条款，从而有助于确保公共安全（第1条）。

## 使用限制
雖然沒有明文明確該法的適用限制範圍，但第二條則提到：「由於此法與人民的基本人權關係重大，因此應僅在確保公共安全所需的最低限度內適用，而不應以擴大化的方式進行解釋。」

## 暴力破坏活動定義
- 民间骚乱、煽动外患、援助外患、印刷、散发、张贴主张其合法性或必要性的文件、图画、无线电通讯等行为（第1号）
- 以宣扬、支持或反对政治原则或措施为目的、骚乱、纵火、爆炸、妨礙交通往來、導致車輛、火車翻覆等、谋杀、抢劫、使用爆炸物，在检察官、警察或监狱官员，公安侦查人员等在执行公务或者强制执行公务时使用致命武器、有毒物品，以及准备、密谋、教唆、教唆实施这些行为者（第二号）

## 破壞團體的监管

### 团体活动的限制
- 要求（两者均需符合）
  1. 作为其活动的一部分，该组织必须进行暴力破坏活动。
  2. 有充分理由明确认识到该组织未来可能继续或重复暴力破坏活动的风险。
- 限制
  - 禁止示威活动和集会等，禁止印刷和分发会刊，禁止特定官员和雇员代表组织行事，期限为六个月。

### 下令解散
一旦下令解散，在导致解散的暴力颠覆活动当天（包括该日之后）担任该组织的成員或雇员的任何人均不得代表该组织行事及活动（但不禁止个人活动）。
- 要求（两者均需符合）
  1. 作为团体活动的一部分进行暴力破坏活动的组织（但是，不受团体活动限制且不包括内战等的暴力破坏活动，并且仍然是初步或阴谋性的，不允许尝试。包括） ）。
  2. 有充分理由明确认识到该组织未来可能继续或重复暴力破坏活动的风险。
  3. 当认识到通过限制团体活动无法有效消除风险时。

### 监管颠覆组织的程序
当公安情报局局长提出要求时，公安情报局局长必须在收到该请求后至少 7 天通知打算监管该團體的组织。说明的方法应在官方公报上公布，如果知道代表人的地址等，则应通过发送说明的方式进行。书面通知，并在答辩之日给予陈述意见和提交证据的机会。不提出处理请求的，应当通知该组织，并在官方公报上公布；需要处理的，应当向公共安全审查委员会和公共安全审查委员会提出处理请求。必须通知團體。團體可以自通知之日起14天内向公共安全审查委员会提出书面意见。
纪律处分决定应以书面形式作出，纪律处分决定自在政府公报上公布之日起生效。法院应尽力在 100 天内对撤销处分的诉讼作出裁决。当法院撤销这些处置时，将在官方公报上公布。
根据该法第 42 条，个人违反该组织的解散指定而从事该组织的活动，将受到最高 3 年监禁或最高 5 万日元罚款的刑事处罚，而违反该组织解散指定的个人将受到刑事处罚。限制活动处罚 该法第43条规定，刑事处罚为2年以下有期徒刑或3万日元以下罚金。

## 监管破壞活動團體的組織
公共安全审查委员会
司法部内设立的独立行政委员会，对是否实施集体制裁作出最终行政决定。
公安侦查局
作为司法部的外部局，该组织开展执行該法所需的调查。公安情报局非侦查机关，因此无权依据該法进行强制侦查（仅限于自愿侦查，即征得对方同意的情况下进行的侦查）。

## 惩罚
除了对规范组织的处罚外，还规定了民事骚乱等煽动罪，以及政治纵火等情节严重的煽动罪和初步寻衅滋事罪。

## 其他
在各法律的取消资格条款和事项中，都有“组建或加入主张暴力破坏日本宪法或据此建立的政府的政党或其他团体”等措辞。主张暴力破坏宪法或者依据宪法建立的政府的团体”是指“主张暴力破坏宪法或者依据宪法建立的政府的政党和其他团体”。 
适用于“组建或加入主张暴力破坏日本宪法或据此建立的政府的政党或其他组织的人”的取消资格条款和事项如下：
- 人事官
- 法官
- 检察官
- 国家公务员（特殊职务除外）
- 外務公务员
- 國會職员
- 法庭工作人员
- 自卫队人员
- 特定独立行政机构雇员
- 人事委员会委员
- 公平委员会委员
- 地方公务员（特殊职务除外）
- 特定地方独立行政机构雇员
- 学校校长或老师
- 学校法人干事
- 教师执照持有者
- 人权保护委员会
- 保護司
- 法官

1947年旧警察法时代，国家治安委员会、都道府县治安委员会、市治安委员会委员不对主张暴力破坏日本宪法或政府的政党或其他党派负责。根据该法，有一项针对那些已成立或加入组织的人的取消资格条款，但随着1954年新《警察法》的颁布，取消资格条款被废除。
在此法律下，在日本的外國人也可能面临拒绝入境、驱逐出境和拒绝入籍。
日本宪法第99条是取消某些公务员“企图破坏日本宪法制度者”资格的条款的基础。另一方面，也有一些情况，例如国务大臣和国会议员（均为特殊职位），没有明确规定取消资格的条款。

## 脚注
1. ↑  Japanese Law Translation. . 法務省: 1. 2011-09-08  [2017-06-14]. （原始内容存档于2024-08-07）.
2. ↑  Kotobank：破防法とは（什麼是破防法）（日語）
3. ↑  荻野富士夫 『戦後治安体制の確立』 岩波書店 p.232
4. ↑  . kokkai.ndl.go.jp.   [2018-12-20]. （原始内容存档于2016-08-26）.
5. ↑  . kokkai.ndl.go.jp.   [2018-12-20]. （原始内容存档于2016-08-26）.
6. 1 2   (PDF). 法政大学大原社会問題研究所. 1953-11-20  [2010-04-24]. （原始内容存档 (PDF)于2023-05-09）.
7. ↑   (PDF). 法政大学大原社会問題研究所. 1953-11-20  [2010-04-24]. （原始内容存档 (PDF)于2022-10-23）.
8. ↑  . kokkai.ndl.go.jp.   [2018-12-24]. （原始内容存档于2016-08-26）.
9. ↑  . kokkai.ndl.go.jp.   [2018-12-24]. （原始内容存档于2016-08-26）.
10. ↑  ジョン・ダワ―（著） 大窪愿二（訳） 『吉田茂とその時代』 中公文庫 p.122～123
11. ↑  荻野富士夫 『戦後治安体制の確立』 岩波書店 p.285～287
12. ↑  1973年2月國會會議上公安搜查廳長官川井英良的回應（日語）。
13. ↑  . 読売新聞. 1997-01-31 （日语）.
14. ↑  日語原文：「この法律は、国民の基本的人権に重大な関係を有するものであるから、公共の安全の確保のために必要な最小限度においてのみ適用すべきであつて、いやしくもこれを拡張して解釈するようなことがあつてはならない。」
15. ↑  参議院內閣委員會，1967年7月20日（日語）

## 相关项目
- 治安維持法
- 暴力革命
- 恐怖主义
- 逆進程
- 日本共产党
- 旅日朝鲜人总联合会（朝總聯）
- 奥姆真理教（阿莱夫、光之轮、山田等組織）
- 東京地鐵沙林毒氣事件
- 極左暴力集團

### 其他國家相關法律
- 韓國國家保安法
- 美國愛國者法案